# Chips (série télévisée)
Pour les tranches de pommes de terre frites dans l'huile, voir Chips. Pour les autres significations, voir Chip.
Chips (CHiPs) est une série télévisée américaine en 139 épisodes de 47 minutes, créée par Rick Rosner, qui relate les aventures de deux amis policiers appartenant à la California Highway Patrol. Elle est diffusée entre le 15 septembre 1977 et le 1er mai 1983 sur le réseau NBC.
Au Québec, la série est diffusée à partir du 6 septembre 1979 sur le réseau TVA (rediffusion sur Prise 2). Un an plus tard, le 8 septembre 1980 Jon et Ponch débarquent sur Télé Luxembourg. En Belgique, "CHiPs" est diffusée sur RTBF1, puis rediffusée sur Club RTL. Diffusion sur la Télévision suisse romande à partir du 23 juin 1983.
En France, huit épisodes sont présentés à partir du 18 septembre 1983 dans le cadre de l'émission Dimanche Martin sur Antenne 2, rediffusés dans un ordre différent du 1er au 22 avril 1985 ; les deux premières saisons à partir du 24 avril 1986 dans À fond la caisse sur La Cinq ; et enfin, dans son intégralité, à partir du 30 mai 1988 jusqu'au 1er juillet 1995 sur TF1. Rediffusion sur 13ème Rue à partir du 1er septembre 2003.
Une adaptation cinématographique de la série est sortie en 2017.

## Synopsis
Jonathan « Jon » Baker et Francis « Ponch » Poncherello sont deux policiers à moto, agents de la California Highway Patrol dans la région de Los Angeles.
Le premier, Jon, blond et sérieux, est très différent de Ponch, casse-cou et en période probatoire. Ils doivent appréhender divers chauffards et criminels de la route.

## Distribution
- Larry Wilcox (VF : Dominique Collignon-Maurin - saisons 1 et 2, puis Daniel Russo ; VQ : Jean-Luc Montminy) : l'agent Jonathan Baker, dit Jon
- Erik Estrada (VF : Pierre Arditi - saisons 1 et 2, puis Philippe Ogouz ; VQ : Hubert Gagnon) : l'agent Francis « Frank » Poncherello, dit Ponch
- Robert Pine (VF : Jean Barney - saisons 1 et 2, puis Jean-François Kopf, Maurice Sarfati et Marc Lebel ; VQ : Ronald France) : le sergent Joseph Getraer
- Lew Saunders : l'agent Gene Fritz
- Brodie Greer (en) (VF : Jacques Ruisseau - saisons 1 et 2) : l'officier Barry Baricza
- Paul Linke (en) (VF : Jacques Ebner - saisons 1 et 2, puis Gérard Surugue) : l'agent Arthur « Grossie » Grossman
- Lou Wagner (VF : Serge Lhorca - saison 2, puis plusieurs voix dont Serge Bourrier et Philippe Ogouz) : Harlan Arliss, le mécanicien
- Brianne Leary (VF : Nathaniele Esther - saison 3) : l'agent Sindy Cahill
- Randi Oakes (en) (VF : Agnès Gribe) : l'officier Bonnie Clark
- Michael Dorn : l'agent Jebediah Turner
- Bruce Jenner (VF : Jean-Philippe Puymartin) : l'agent Steve McLeish (saison 5)
- Tom Reilly (en) (VF : Michel Lasorne ; VQ : Denis Mercier) : l'agent Bobby « Hot Dog » Nelson (saison 6)
- Tina Gayle (VF : Virginie Ogouz) : l'agent Kathy Linahan (saison 6)
- Bruce Penhall (en) : le cadet/agent Bruce Nelson (saison 6)
- Clarence Gilyard, Jr. (VF : Jérôme Rebbot) : l'agent Benjamin Webster (saison 6)
- Marjorie Bennett (VF : Marie Francey) : Mme Downey (saison 1, 3 épisodes)
- Version française :
  - Direction artistique : Philippe Ogouz (saison 3 à 6)

 Source et légende : version québécoise (VQ) sur Doublage.qc.ca

## Production

### Tournage
Le tournage a lieu à Los Angeles en Californie, dont La Cañada Flintridge, La Crescenta-Montrose et Sylmar.

### Fiche technique
Sauf indication contraire, les informations mentionnées dans cette section peuvent être confirmées par la base de données cinématographiques IMDb,  présente dans la section « Liens externes ».
- Titre original : Chips
- Création : Rick Rosner
- Casting : Cathy Henderson, Mike Hanks, Gary Shaffer, Jerold Franks et Al Onorato
- Réalisation : Phil Bondelli, John Florea, Gordon Hessler, Barry Crane, Leslie H. Martinson, Don Weis, Charles Bail, Michael Caffey, Bruce Kessler, Georg Fenady, Paul Krasny, John Astin, Christian I. Nyby II, Ric Rondell, Larry Wilcox, Harvey S. Laidman, Earl Bellamy, Arnold Laven, Richard Irving, Robert Pine et Winrich Kolbe
- Scénario : Rick Rosner, Rudolph Borchert, L. Ford Neale, John Huff, Rick Mittleman, James Doherty, James Schmerer, Paul Playdon, William D. Gordon, Larry Alexander, Gerald Sanford, Bruce Shelly, Frank Telford, Joseph Gunn, Paul Mason, Larry Mollin, Stephen Lord et William Douglas Lansford
- Musique : Billy May, Alan Silvestri, Mike Post et Pete Carpenter (générique)
- Direction artistique : Joseph M. Altadonna, Les Gobruegge et Stephen Myles Berger
- Photographie : Robert F. Sparks et Peter Salim
- Montage : William Neel, Richard E. Rabjohn, Albert P. Wilson, Richard Freeman, Michael Renaud, Quinnie Martin Jr., Dennis Mosher, Joe Morrisey, Harry V. Knapp, Dennis C. Vejar et Richard Belding
- Production : Cy Chermak, Paul Rabwin, Rick Rosner, Donald L. Gold et Joseph Gunn
- Sociétés de production : Rosner Television ; MGM Television
- Société de distribution : NBC
- Pays d'origine :  États-Unis
- Langue originale : anglais
- Format : couleur
- Genre : policier
- Nombre d'épisodes : 139 (6 saisons)
- Durée : 47 minutes
- Dates de première diffusion :
  - États-Unis : 15 septembre 1977
  - France : 18 septembre 1983

## Autour de la série
- Contrairement à l'idée reçue, les motos des personnages ne sont pas des Harley Davidson mais des Kawasaki Z1-P et Z900-C2 dans les saisons 1 et 2[11], et KZ1000-C1 à partir de la saison 3[12]. Ces modèles sont des versions spécifiquement équipées pour la police (en).
- Issu de l'école shakespearienne, l'acteur Larry Wilcox apprenait tous ses textes par cœur, alors qu'Erik Estrada les écrivait sur des bouts de papier qu'il collait sur les rétroviseurs de sa moto[13].
- À l'inverse de leurs personnages, les deux acteurs ne s'appréciaient pas du tout[14].
- En août 1979, en plein tournage, Erik Estrada est victime d’un grave accident de moto. Plusieurs semaines de rééducation sont nécessaires. Dans la série, le sergent Getraer (Robert Pine) le remplace aux côtés de Larry Wilcox, alors que son personnage de Poncherello est hospitalisé dans la série[15].
- Dans l'épisode « Contestations » (saison 1), Jon intercepte une Citroën ID 19 circulant sur trois roues[16]; le propriétaire de la Citroën, incarné par Hubert Noël, déclarant que sa roue arrière gauche lui a été volée, utilise la position ultra haute de la suspension hydropneumatique propre aux Citroën. À noter que le conducteur s'exprime en français dans la VO et en espagnol dans la VF (doublé par Serge Lhorca)[17].

## Nomination
- Golden Globes 1980 : Meilleur acteur dans une série dramatique pour Erik Estrada

## Produits dérivés

### Téléfilms
- 1995 : The Little CHP de Larry Wilcox (non-doublé)
- 1998 : CHiPs '99 de Jon Cassar (non-doublé)

### Adaptation cinématographique
- CHiPs de Dax Shepard (2017)

### Sortie en DVD
En France, seule la première saison de la série est sortie en DVD.
Au Québec, les six saisons ont été doublées.

## Dans la culture populaire
- Larry Wilcox et Erik Estrada reprendront leurs rôles de la série le temps d'un caméo dans le film parodique Alarme fatale (1993) de Gene Quintano.
- La série apparaît dans le film d'animation Planes 2 (2014) de Roberts Gannaway, sous une version adaptée à l'univers de Cars, renommée « Chop's »[a].
- La série est mentionnée dans l'épisode 14 de la saison 1 de la série américaine Hawaii 5-0 .
- Dans le film Here - Les plus belles années de notre vie, peu après le départ des parents de Richard en Floride, celui-ci se retrouve seul avec Margaret. À la télévision, débute un épisode de "CHiPs", dont le générique a été retravaillé par Alan Silvestri, également compositeur de Here.